# Rasengan
El Rasengan (螺旋丸 Esfera espiral?) es una técnica ninja del manga y anime Naruto.

## Descripción
El Rasengan es una técnica donde el usuario libera chakra en la palma de su mano y lo hace rotar a gran velocidad para crear una esfera con el objetivo de impactar al enemigo.
Esta técnica fue creada por Minato  con la finalidad de mezclarlo con su naturaleza de chakra. Minato no logró completar este proceso, creando accidentalmente una técnica que no requiere de sellos manuales y que no utiliza alguna naturaleza de chakra. Esta técnica también fue usada por Jiraiya quien posteriormente se la enseñó a Naruto, hijo de su discípulo. Este último fue el primer shinobi en añadir al Rasengan una naturaleza de chakra. 
1 - Rasengan.
2 - Rasengan Gigante.
3 - Rasen Shuriken. 
4 - Doble Rasengan.
5 - Rasengan Ultra Grande.
6 - Rasengan Silencioso

## Usuarios
Hasta ahora se sabe que ocho personas pueden usar o usaron el Rasengan:
- Ashura Ōtsutsuki, realizó una técnica parecida, la que constaba de 5 rasengans en una esfera de energía. (Anime 468)
- Jiraiya
- Naruto Uzumaki.[1]

- Minato.
- Kakashi Hatake. (En la saga de Hidan y Kakuzu).
- Konohamaru. (Manga 428, Anime 161).
- Boruto. (de la película: Boruto-Naruto the movie).
- Kashin Koji

## Historia

### Primera temporada
Naruto aprendió a realizar el Rasengan mientras viajaba con Jiraiya para buscar a Tsunade, y pedirle que fuese la Quinta Hokage. Jiraiya le sometió a un entrenamiento en tres fases.
En la primera fase debía conseguir explotar un globo de agua haciendo girar Chakra en su interior. De esta forma, aprendía a hacer girar su energía. En esta primera prueba, Naruto descubría que su forma de hacer girar el Chakra también hacía girar el agua en el interior del globo, no obstante, Naruto se daría cuenta de que solo hacer girar el Chakra en una dirección no conseguiría hacer estallar el globo como Jiraiya lo había hecho, y entendió que para provocar la explosión hacía falta que el agua girara en muchos ángulos. Al cabo de una semana, sin poder lograr que el Chakra girara aleatoriamente en distintos ángulos, Naruto compensa esta debilidad al usar una mano para sostener el globo, y al usar la segunda mano, moviéndola de un lado del globo al otro, generando varias rotaciones en distintos ángulos de altura.
En la segunda fase, Naruto debía hacer lo mismo pero con un balón de plástico, lo que implicaba aumentar mucho la velocidad y la fuerza del Chakra. Según Jiraiya, esto resulta cerca de 100 veces más difícil, puesto que el agua posee una densidad de 1/1, mientras que el aire tiene una densidad cercana a 1/100 (sin contar con el factor de que el plástico es más resistente que el globo), de manera que, en lugar de usar el material interno del balón, Naruto necesitaba del propio Chakra para generar la explosión. Naruto tardó poco más de 2 semanas conseguir este poder, entrenando día a día sin parar, ya que en casi todo el curso del entrenamiento, Naruto solo conseguía hacer un pequeño agujero en el globo. Jiraiya le dio una pista de concentrarse solo en un punto de la palma de la mano, después de varios intentos y con la mano muy dolorida recordó un ejercicio que le hizo Iruka de tener una hoja en la cabeza para concentrarse, y cuando finalmente expulsó suficiente poder desde ese punto, este resultó tan fuerte que el balón explotó en su cara lanzándolo varios metros lejos.
Finalmente, la tercera y última etapa consistía en hacer girar el Chakra a gran velocidad y con forma perfecta dentro de un globo lleno de aire, evitando que el globo se rompiera. Para demostrar la necesidad de este paso, Jiraiya usa el Rasengan solo con los primeros dos pasos sobre un árbol. El resultado fue que al impactar contra el árbol, la energía se disipaba inmediatamente, y dejaba una fuerte marca en forma de un gran espiral en el tronco. En cambio, al moldear el Chakra de manera que este tomara la forma de una esfera perfecta, la esfera no solo no se disipaba al tocar el árbol, sino que lo serruchaba con absoluta facilidad. El mismo día en que Jiraiya le indica este paso a Naruto, estos encuentran finalmente a Tsunade, poco después de que ésta tuviera un encuentro cercano con Orochimaru. Al luchar contra Tsunade, Naruto trata infructuosamente de usar el Rasengan en su contra, y Tsunade le pregunta a Jiraiya si es cosa de un maestro enseñarle a su alumno una técnica que no es capaz de dominar. Después de esto, Tsunade le hace la apuesta a Naruto que si lograba perfeccionar su técnica en solo una semana (coincidiendo con la semana que Orochimaru le dio de plazo para considerar su propuesta de sanar sus brazos, a cambio de que este reviviera a su hermano y a su novio) esta lo reconocería como un futuro Hokage, e incluso le daría su collar (cuyo valor sentimental para Tsunade es tan alto como su vida, y su valor monetario es exagerado) dando por seguro que tal cosa sería imposible. El día en que culminaría dicha semana, los Sannin lucharon entre ellos, y luchando contra el siervo de Orochimaru, Kabuto Yakushi, Naruto compensaría su incapacidad para concentrar adecuadamente el Chakra en forma de esfera, creando un clon de sombra que hiciera girar y moldeara la energía con ambas manos, dando como resultado un Rasengan perfecto que tuvo efectos devastadores en Kabuto (ganando así la apuesta con Tsunade).
Según Jiraiya, el Cuarto Hokage tardó 3 años en perfeccionar esta técnica, mientras que a Naruto le tomó un poco más de un mes dominarlo bajo sus propias limitaciones.
En el transcurso de la serie, Naruto haría de esta técnica su golpe final y una carta del triunfo en contra de la mayoría de sus oponentes, a pesar de tener una obvia dependencia a la compensación del clon de sombra.
También uso el Ransengan en su luna de miel con Hinata

### Segunda temporada
Tras su regreso a Konoha, y habiendo Naruto aprendido a usar parte del poder de Kyūbi de forma consciente, Kakashi, con la ayuda de Yamato, le somete a un nuevo entrenamiento para hacer avanzar el Rasengan más allá del punto donde Yondaime lo dejó: añadirle Chakra Elemental para combinar la potencia destructiva del ataque con la fuerza de alguno de los elementos. Llegan a la conclusión de que el Chakra de Naruto es de naturaleza viento, y usando sus clones para recabar cuanta experiencia le es posible, se lanza a la consecución de una nueva técnica. El motivo por el que Yondaime no pudo pasar de aquí y Naruto si puede es el hecho de contar una cantidad de Chakra desmesurada, misma por la cual puede retener al Kyūbi en su interior. El resultado, aunque solo a la mitad de su potencia dado que no le da tiempo a completar el entrenamiento antes de tener que entrar en batalla, aparece en el capítulo 339 del manga, con el nombre Fūton: Rasen Shuriken (Estiló de Viento: Rasen Shuriken), que es el siguiente paso de esta técnica, sin embargo no es conveniente que la use de nuevo ya que es una técnica autodestructiva que ni Tsunade podría curar. Aun así, cuando Naruto aprendió el Modo Sennin perfeccionó la técnica pudiendo lanzarla y al mismo tiempo expandirse, lo cual acabó con algunos cuerpos de Pain. La técnica ya no le afecta a nivel celular porque en modo Sennin puede lanzarla y antes él mismo tenía que impactarla, lo que le dañaba el brazo.
En el capítulo 377 se vio por primera vez a Jiraiya usar otro tipo de Rasengan contra uno de los cuerpos de Pain, el Chō Ōdama Rasengan, versión más grande del Ōdama Rasengan (que Naruto aprendió en tres años de entrenamiento con Jiraiya). Esta técnica consiste en bombear una gran cantidad de energía, de forma que se forma un Rasengan de enorme tamaño, pero el enemigo logró evitarlo absorbiendo la energía del Rasengan. Jiraiya usa esta técnica estando en el modo ermitaño. Posteriormente, Naruto la usaría de nuevo, pero de tamaño mucho menor, derrotando sin mucho esfuerzo a dos de las gigantescas invocaciones de Pain.
Por otro lado, cuando Naruto consiguió controlar al Kyūbi, realizó variados tipos de Rasengan, entre los que se encuentra el Mini Rasen Shuriken, el Wakusei Rasengan, el Rasenkyūgan y el Rasenrangan, entre otros.

## Variaciones en la serie
A excepción del Rasengan con Chakra del Kyūbi, todas estas son técnicas diferentes al Rasengan normal.

### Rasengan Vermilion
Usuario: Naruto Uzumaki.[cita requerida]
Esta no es una técnica diferente al Rasengan normal, simplemente es otra forma que Naruto le da a este. Este Rasengan lo utiliza en su pelea contra Sasuke en el Valle del Fin. Este es más potente y parece ser más grande que un Rasengan normal, debido al Chakra del Zorro de las Nueve Colas. En su forma de una cola, Naruto utiliza este Rasengan, sin la necesidad de crear un clon de sombra para completarlo.

### Ōdama Rasengan
Rango: A. Tipo: Ofensivo, largo alcance.
Usuario: Naruto Uzumaki.
El Ōdama Rasengan (大玉螺旋丸 Esfera espiral gigante?) es una técnica que Naruto desarrolla en los 2 años y medio que estudia con Jiraiya. Jiraiya le dice a Naruto que necesita crear su propia versión, un Rasengan improvisado.
El Ōdama Rasengan, consiste en hacer un Rasengan más grande de lo normal, Naruto la utiliza haciendo un clon, con el que debe apoyarse para trasladar juntos el Rasengan como equilibrio mutuo, con un poder destructivo increíble. Naruto utiliza por primera vez esta técnica en el capítulo 260 (Shippūden 15) contra Yūra de la Aldea de la Arena, quien estaba siendo controlado por Itachi Uchiha, tomando hasta su forma, todos pensaban que era Itachi, hasta que Naruto lo mató con el Ōdama Rasengan, logrando así, mostrar quién era en verdad.
También lo utiliza en la saga "El Arribo del Sanbi" contra este y a su vez en la tercera película de Naruto Shippuden: "Los herederos de la voluntad de fuego", al elaborar varios clones al mismo tiempo.

### Fūton: Rasengan
Usuarios: Naruto Uzumaki, Boruto Uzumaki
 Rango: A
El Fūton: Rasengan (風遁・螺旋丸 Elemento Viento: Esfera Espiral o Estilo De Viento: Esfera espiral?) es un Ninjutsu que fue creado por Naruto Uzumaki, pero era el concepto original del Cuarto Hokage, combinar la manipulación elemental y la manipulación de forma con el Rasengan regular. Después de su entrenamiento Naruto fue finalmente capaz de combinarlos. Usa esta técnica durante su entrenamiento enfrentándose al Rasengan normal de Kakashi, lo cual termina en la total destrucción de la mano de este último. Además en la pelea contra los Akatsuki: Hidan y Kakuzu, realizándolo al mismo tiempo con la técnica Suiton (agua) de Yamato para formar un torbellino que retenga el ataque de Kakuzu hacia sus compañeros.
Luego de esto Naruto realiza su futón rasengan contra Kakuzu y logra derrotarlo, pero esta técnica era de corto alcance y de tanto poder que el mismo Naruto quedó herido en su brazo izquierdo

### Fūton: Rasen Shuriken
Rango: S
Usuario: Naruto Uzumaki.
El Fūton: Rasen Shuriken (風遁・螺旋手裏剣 Elemento Viento: Shuriken Espiral o Estilo De Viento: Shuriken Espiral?) fue creado por Naruto Uzumaki, al sumergirse en un entrenamiento acelerado con Kakashi y Yamato usando el Tajuu Kage Bunshin no jutsu para ganar experiencia más fácilmente. Su objetivo era desarrollar habilidad sobre el Chakra elemental, sin perder la perfección de la forma, descubriendo que es este es afín al elemento viento, y perfecciona así el Rasengan. Naruto descubrió la manera de poder unir el Chakra sin perder la forma usando clones de sombra; uno para hacer girar el Chakra, el otro para añadir el Chakra elemental de viento, mientras el cuerpo original crea el Rasengan. Cuando aún no ha dominado más que la mitad de la nueva técnica, el Fūton: Rasen Shuriken, participa en el combate que Kakashi mantenía contra Kakuzu. Al probar su técnica en el Akatsuki, da como resultado la destrucción de dos de los tres corazones que le quedaban, dejando a este totalmente inmóvil y moribundo.
La técnica es en extremo destructiva, considerada una técnica de Rango S, debido a que forma micro-espinas que son capaces de destruir los conductos de Chakra a nivel celular. Esto afecta notablemente la habilidad de cada una de ellas de recibir y transferir el Chakra, por lo cual el individuo impactado queda con su sistema de Chakra altamente deteriorado. Estos efectos son irreparables y a largo plazo, ni siquiera con la más moderna medicina ninja es capaz de contrarrestarlos. Por este motivo, Tsunade le prohíbe usar esta técnica de nuevo.
Cuando domina el modo sabio, afirma para sí mismo que ahora podrá completar la técnica, debido a que en este modo el cuerpo presenta mayor fuerza, agilidad y resistencia. Una vez dominado el modo sabio, comprobó su mejoría, lanzando el Fūton Rasen Shuriken a una gran velocidad, con una fuerza destructiva aún mayor que en modo normal, expandiéndose una vez llegado al enemigo como una especie de explosión gigante. El Fūton Rasen Shuriken se consolidó así como la técnica de Elemento Viento más poderosa dentro del universo de Naruto.
Naruto también puede realizar el Fūton Rasen Shuriken en modo Chakra de Kyubi debido a la gran cantidad de reserva de Chakra del zorro, lo que hace que pueda hacerlo sin necesidad de clones sombra. Usa sus brazos de Chakra para formar la técnica y así poder lanzarla, hasta incluso es capaz de desviarla.

### Chō Ōdama Rasengan
Rango: S. Tipo: Senjutsu, ofensivo, corto alcance.
Usuarios: Naruto Uzumaki, Jiraiya,
El Chō Ōdama Rasengan (超大玉螺旋丸?  Gran Esfera Espiral Gigante) es un Rasengan de tamaño abrumador usando el Chakra del Modo Ermitaño. Este único y poderoso Rasengan es mucho más grande que el propio usuario. Jiraya la usó en su pelea contra Pain. Naruto lo usa contra las invocaciones de Pain y en la pelea interna contra el Kyubi.

### Senpō: Ōdama Rasengan
Usuario: Naruto Uzumaki.[cita requerida]
El Senpō: Ōdama Rasengan (仙法・大玉螺旋丸 Arte Ermitaño: Esfera Espiral Gigante?) es la primera técnica de Naruto en estado Ermitaño. La técnica es la misma que utiliza normalmente Naruto, pero con la diferencia que al perfeccionar el estado ermitaño, es capaz de aumentar la potencia de la misma con la Energía Natural que implica el modo ermitaño. Esta técnica es similar al Chō Ōdama Rasengan de Jiraiya que la utiliza para lanzar al aire a dos invocaciones de Pain (Reino Animal y Reino Infierno) usando un Rasengan en cada mano, matándolos al instante.
Naruto la utilizó junto a muchos clones de sombra a la vez en la pelea contra el Kyūbi para poder derrotarlo, esta versión se llama Chō Ōdama Rasen Tarengan.

### Senpō:Rasenrengan
Usuario: Naruto Uzumaki, Jiraiya.[cita requerida]
El Rasenrengan consiste en realizar dos Rasengan, uno en cada mano, con ayuda de clones, teniendo una fuerza destructiva obviamente combinada. Es usada para matar al instante a un cuerpo de Pain.

### Bomba Bijuu o Bijuu dama
Usuario: Naruto Uzumaki,
Cuando entra en Modo Bijuu Naruto tiene la capacidad de utilizar la técnica más poderosa de las bestias con colas al balancear en una esfera a modo de Rasengan, el Chakra (80% positivo y 20% negativo) cualquier cambio en las proporciones acaba con la técnica. Durante su entrenamiento con el Hachibi Naruto estuvo a punto de culminar esta técnica, habiendo desconocido el daño que puede ocasionar. Pese a esto, cuando entra en el campo de batalla y se encuentra con el Tercer Raikage, se arriesga a usarla, ya que sería la única forma de derrotarlo. Aun así, no consigue realizar esta técnica. Sin embargo, cuando él y Kurama logran llegar a la etapa de Bijuu completo, Naruto logra realizar esta técnica, con una esfera enorme y diámetro de explosión de inmensa magnitud.

### Rasenrangan
Usuario: Naruto Uzumaki,
Mientras está en modo Chakra de Kyubi, Naruto crea múltiples Rasengan flotantes que lo rodean unidos por Chakra a su cuerpo, que son lanzados a la vez para golpear a cada enemigo que lo rodea.

### Rasenkyūgan
Usuario: Naruto Uzumaki,
Mientras está en modo Chakra de Kyubi, Naruto crea un Cho Ōdama Rasengan y usa sus brazos de Chakra para llevar al enemigo hacia el Rasengan, que se queda girando encima suyo, en vez de lo normal que es golpear al enemigo con el Rasengan.

### Mini Rasen Shuriken
Usuario: Naruto Uzumaki,
Naruto en Modo Chakra de Kyubi, crea en su dedo índice con dos pequeños brazos de Chakra un pequeño Rasen Shuriken. Que si bien no es tan potente como el normal sigue teniendo el poder para expandirse y cortar severamente al enemigo.

### Rasen Shuriken con Amaterasu
Usuario: Naruto Uzumaki y Sasuke Uchiha
Naruto en Modo Chakra de Kyubi, con ayuda de Sasuke combinan Rasen Shuriken y Amaterasu haciendo una bola de viento con un anillo de fuego negro, que luego usarían para impactar directamente a Óbito Uchiha.

### Wakusei Rasengan
Usuario: Naruto Uzumaki
Wakusei Rasengan (惑星螺旋丸, Rasengan planetario) es una variante del Rasengan, la apariencia de este se parece a un Sistema Solar, ya que hay un Rasengan grande en el centro, representando a un Sol, y otros tres Rasengan más pequeños alrededor de este que representan a los planetas que lo orbitan. Al chocar contra el oponente causa un gran impacto ya que cada Rasengan gira de forma diferente, pero hacia el mismo punto, lo cual lo destroza completamente. Lo usó en Modo Chakra de Kyubi contra Mu. La primera vez fallando, y la segunda acierta destruyendo su cuerpo lo suficiente como para sellarlo. Hasta ahora de lo que va de la serie, este es la variación de Rasengan más fuerte y destructiva que se haya creado.

## Variaciones en las películas
A excepción del de la cuarta película, estos Rasengan no son técnicas diferentes al Rasengan normal, simplemente son otras formas que Naruto le da a este.

### Rasengan del Chakra de Siete Colores
El Rasengan de Chakra de Siete Colores (千鳥流し Nanairo Chakura Rasengan) en Naruto la película, Naruto usó este Jutsu para derrotar a Doto Kazahana. Esta versión del Rasengan es reflejada por unos espejos de cristales mágicos de una forma que parece que usa el Chakra de siete colores visto en las películas de la Princesa Koyuki.

### Rasengan con Chakra del Kyūbi y Rasengan Gelel (Doble Rasengan)
Naruto usó estos dos Rasengan para derrotar a Haido en Naruto la película 2. Primero, Naruto se clona. El clon toma la mano izquierda de Naruto para formar un Rasengan directamente con el Chakra rojo de Kyūbi (no estando transformado como en su lucha con Sasuke) y Temujin toma la mano derecha de Naruto para formar un Rasengan con el Chakra verde de la energía gelel de Temujin.

### Rasengan Luz de luna
Usado en Naruto la película 3, Naruto combina el Rasengan con los rayos neón de una luna creciente para envolverlo en una cegadora luz blanca. Esto forma una luna creciente blanca con una estrella en el Rasengan, haciendo el ataque más grande y más poderoso. Esta poderosa técnica logró derrotar a Ishidate.

### Chō Chakra Rasengan
El Chō Chakra Rasengan (超チャクラ螺旋丸 Gran Chakra Esfera Espiral?) es usado en la primera película de Naruto. Naruto al salvar a Shion del centro del demonio Mōryō que supuestamente iba a matar a Naruto (ya que este era su destino, por protegerla), este junto con Shion crean un Rasengan (usando como base la campana del destino) de un tamaño parecido al Chō Ōdama Rasengan utilizando el máximo Chakra de ambos para derrotar al demonio. El color de este Rasengan, es blanco y medio rosado en el centro y en la parte externa del color del Chakra de Shion (entre rosado y rojo de Kyūbi)(este Rasengan también es llamado Rasengan Sellador debido a que el poder de Shion es básicamente el Chakra usado para sellar a Mōryō, por lo tanto tiene propiedades tanto destructivas como selladoras).

### Tatsumaki Rasengan
Tatsumaki Rasengan (竜巻螺旋丸 Rasengan Tornado), Es usado en la quinta película Naruto Shippūden 2: Kizuna. Naruto fusiona un Ōdama Rasengan con Chakra del Kyubi que había sido liberado en exceso antes, en el cuarto principal de las ruinas flotantes. Este Rasengan es un poco más grande que el Ōdama Rasengan y alrededor de él se forma una especie de tornado y lo usa en contra del monstruo al que se había fusionado Shinnou, este Rasengan tiene una particularidad, en primer modo despliega espirales de Chakra rojo puro de Kyubi, al final Naruto, absorbe toda su espiral y el Rasengan queda tan concentrado que se vuelve muy poderoso.

### Oyako Rasengan
Este Rasengan es usado en la séptima película Naruto Shippūden 4: The Lost Tower para destruir a Anrokuzan. Es un Rasengan que utiliza los Chakras combinados de Naruto y Minato, es un poco más pequeño que el Oodama Rasengan pero con un poder destructivo mayor. Posee un color celeste (Chakra de Naruto) con verde (Minato), y al usarlo, Naruto es rodeado por un campo de Chakra de ambos colores.
---

## Variaciones en los juegos
En el juego de Naruto Shippūden: Narutimate Accel y Naruto Ultimate Ninja 2 y 3 y Storm 1 hay variaciones del Rasengan que nunca aparecen en el anime o en el manga de Naruto.

### Cho Rasengan
Es una técnica de Naruto de 13 años, que usa solo con el Chakra del Kyūbi (sin transformación) con el elemento fuego en el juego Ultimate Ninja 2 en la que obtiene un color rojizo tirando a bermellón y es algo más grande de lo normal.

### Gouen Rasengan
En Naruto Shippūden: Narutimate Accel 1 y 2, Jiraiya combina el Rasengan con su elemento Fuego, golpeando con él al enemigo, que sale volando con el Rasengan pegado a su torso. Que después explota en un tornado de fuego.

### Rasengan con Chakra de Kyūbi
Es una técnica de Naruto de 16 años, que solo puede utilizar cuando se ha transformado en Kyūbi de una cola: el Rasengan es de color rojo brillante como el Kyūbi pero es de tamaño gigante, muy similar en tamaño al Chō Ōdama Rasengan de Jiraiya, la explosión que deja la técnica en el suelo es mucho más grande que la del Ōdama Rasengan y el suelo queda cubierto de algo que parece azufre.
Es usado por Naruto de 13 años en el juego Naruto: Ultimate Ninja Storm, consiste en un Rasengan anormalmente grande realizado cuando el manto del Kyūbi envuelve a Naruto. Se puede ver que Naruto modifica el tamaño de su pupila antes de hacer el ataque.

### Ōodama Rasengan con Chidori
Es usado por Naruto y Sasuke a los 16 en el juego Narutimate Accel 2 en la que combinan el Chidori de Sasuke con el Ōodama Rasengan de Naruto.